# St. Charles megye (Missouri)
St. Charles megye az Amerikai Egyesült Államokban, azon belül Missouri államban található. Megyeszékhelye St. Charles, legnagyobb városa O’Fallon. Lakosainak száma 405 262 fő (2020. április 1.). St. Charles megye Calhoun, Saint Louis, Jersey, Madison, Franklin, Warren és Lincoln megyékkel határos.

## Népesség
A megye népességének változása:
| Lakosok száma | 361 650 | 364 900 | 368 556 | 373 495 | 385 590 | 405 262 |
|               | 2010    | 2011    | 2012    | 2013    | 2015    | 2020    |